# Ngozi (Burundi)
 (août 2021).
Si vous disposez d'ouvrages ou d'articles de référence ou si vous connaissez des sites web de qualité traitant du thème abordé ici, merci de compléter l'article en donnant les références utiles à sa vérifiabilité et en les liant à la section « Notes et références ».
Pour les articles homonymes, voir Ngozi.
Ngozi est une ville située dans le nord du Burundi. C'est la capitale de la province de Ngozi, l'une des 18 provinces du pays et la troisième plus grande ville du Burundi après Bujumbura et Gitega, dépassant actuellement 100 000 habitants.

## Découpage administratif
La ville de Ngozi comprend  :
- Un centre administratif : Quartier Gabiro, Kigwati
- Les centres commerciaux: Shikiro (communément appelé Swahili), Rubuye
- Les quartiers résidentiels: Kinyami (I,II,Gatare), Kanyami, Muremera, Gisagara

Malgré l'existence officielle de six quartiers dans la zone urbaine, la ville s’étend de plus en plus dans la zone rurale de la commune Ngozi, et des quartiers, comme Burengo, continuent de voir le jour. 

## Religion
Ngozi est le siège d'un évêché créé le 10 novembre 1959, successeur d'un vicariat apostolique créé le 14 juillet 1949. L’Église pentecôtiste s'est installée à Gisagara depuis les années 90.
Un foisonnement d'Églises de Réveil, apparues dans les années 2000 au Burundi, s'est également manifesté dans la ville de Ngozi. Les plus grandes incluent Agape Church (Gabiro), Bon Berger, Foursquare et d'autres églises néo-apostoliques notamment l'église Vivante, New Life Church et l'église du Rocher.
Les Adventistes du septième jour et les Témoins de Jéhovah se sont aussi installés à Ngozi.
L'islam est la deuxième religion après le christianisme.

## Gastronomie
À Ngozi, on produit la Bourasine, une liqueur d'ananas. La ville produit également la bière et les jus Soma Burundi et Sangwe. Les plats à base de banane légume restent les moins chers dans la ville.[pertinence contestée]

## Sports et culture
Ngozi est le fief des équipes de sports collectifs dont le Messager FC qui joue dans la Primus League, Olympique Muremera de la deuxième division nationale de football. Le basket-ball y est également très populaire avec les équipes comme Target et surtout la sélection féminine qui a été championne du Burundi en 2012.

### Infrastructures sportives
Le stade de football Agasaka est construit sur la place de l'ancien terrain du Bataillon 4. Il devrait accueillir des compétitions sportives en 2022. Le stade olympique de Muremera a été inaugure en 1990, mais sert actuellement pour des évènements officiels. Les terrains couverts pour les jeux en intérieur restent un problème, seul le lycée Don Bosco dispose d'un gymnase couvert. Les compétitions du championnat local de l'association de basketball de Ngozi (ABN) se jouent en extérieur, sur le terrain DPAE. 
La vallée de Vyerwa reste la destination de la compétition annuelle Rallye de Ngozi du club automobile du Burundi. 

### Compétitions et équipes locales
Deux associations locales ont une compétition régulière : l'association de football de Ngozi et l'association de basketball de Ngozi. Les deux ont également des équipes masculines et féminines.  
Les  équipes locales les plus actives sont: 
- Football : Messager Ngozi FC (champion national 2021), Ngozi City (Ligue B Nationale), Fofila (Ligue 1 féminine),
- Basketball : Targets Intamenwa, Friends Team,Messager Ngozi BBC
- Automobile : Messager Ngozi AC

### Musique et clubs culturels
Plusieurs périodes ont marqué l'histoire musicale de la ville de Ngozi 

#### Ère Canjo Amisi
Canjo Amisi est natif de Ngozi bien que n'ayant pas réellement construit sa carrière dans la ville

#### Années 2000
Les années 2000 sont marquées par l'effervescence des natifs de Kugasaka. L'artiste reggae Saidi Brazza a marqué cette génération grâce à ses chansons qui ont connu un vrai succès au niveau national et régional. Autour de cette personnalité et d'autres enthousiastes naîtront des initiatives de développement de l'industrie musicale mais qui s'effritent rapidement. On peut citer les projets Kugasaka Records, Rock Bujumbura, Kugasaka Musicl Label, Hope Talent Entertainment, etc.

#### Nouvelle génération
L'ère 2010 va permettre l'émergence d'une nouvelle génération qui connait un succès plus ou moins important, notamment grâce à leur présence sur la scène musicale de la ville de Bujumbura, l'épicentre culturel du pays. Les jeunes Masterland, Kirikou, Jadix, Fat Drama, Endo Mike, Difficile 5G , T Wally essaient tant bien que mal de s’affirmer avec le soutien des labels locaux (Master Music, Bantu Bwoy, The Fighters). Le label Hope Talent de Ngozi est de moins en moins présent, après avoir soutenu les projets à succès comme Umbamwo de Esher Nish et Arankatira du groupe Ngozien Irimbo vocal Arankatira. 

### Club culturels
Le club Kugasaka existe et a déjà sorti plusieurs titres en vidéo. 

### Événements culturels

#### Miss Kugasaka
L'élection de Miss Kugasaka est un événement annuel ouvert aux natives de la province. Son rendez vous varie avec une préférence pour le mois de décembre. 

#### Kugasaka Festival
Le Kugasala Festival en à sa toute première édition, mais déjà les débuts sont prometteurs avec la participation de plus de 2 000 festivaliers. 

## Tourisme
Ngozi abrite l'arbre mythique dit Agasaka ka Inarunyonga qui se trouve juste sous les bureaux de l'administration provinciale. D'autres lieux à visiter sont les crevasses du mont Mukinya, dans lesquelles selon les traditions on jetait les filles enceintes avant leur mariage.